# هرمان جوناسون
هرمان جوناسون (انگلیسی: Hermann Jónasson؛ ۲۵ دسامبر ۱۸۹۶ – ۲۲ ژانویهٔ ۱۹۷۶) یک سیاست‌مدار اهل ایسلند بود.